# Vlag van Cesar

Vlag van Cesar

De vlag van Cesar toont drie horizontale banen in de kleurencombinatie groen-wit-groen. De groene kleur symboliseert hoop, de flora- en faunarijkdom en de vruchtbaarheid van het land. Het wit staat voor vrede.